# Bezirk
Bezirk (pronunție /be.'tsʏək/, v. AFI) este un cuvânt german care în traducere liberă înseamnă „circumscripție”. În Germania desemnează printre altele unități teritorial-administrative, în diverse subvariante, din landurile Bavaria, Renania-Palatinat, Saxonia Inferioară, Renania de Nord - Westfalia, Hessa și Saxonia, existente uneori numai în anumite părți din landul respectiv.

## Unitățile de tipBezirkdin Bavaria
În Bavaria o unitate Bezirk este o unitate la al treilea nivel ierarhic (comunal), peste comune (Gemeinde) (nivelul 1) și districte (Kreis / Landkreis) (nivelul 2).
Aceste unități administrative comunale bavareze sunt, atât ca nume cât și ca întindere, identice cu regiunile administrative de tip Regierungsbezirk; acestea din urmă  țin însă de stat, nu de comune, și au atribuții și organe administrative diferite.

### Șapte unități de tipBezirk
Cele 7 unități teritorial-administrative de tip Bezirk din Bavaria sunt:
- Bezirk Oberfranken (Franconia Superioară)
- Bezirk Mittelfranken (Franconia Mijlocie)
- Bezirk Unterfranken (Franconia Inferioară)
- Bezirk Oberpfalz (Palatinatul Superior)
- Bezirk Oberbayern (Bavaria Superioară)
- Bezirk Niederbayern (Bavaria Inferioară)
- Bezirk Schwaben (Șvabia)

### Istoric
În 1808 s-au înființat în Bavaria unități de tip Kreis, și anume la început 8, iar după 1945 doar 7 unități. În prima jumătate a sec. al XX-lea ele au fost redenumite drept Regierungsbezirk. Dar încă și după constituția bavareză de la 1946 se mai foloseau termenii Kreis (= Bezirk de azi, ca mai sus) și  Bezirk (= Landkreis = district rural de azi.)

### Atribuții
Atribuțiile unităților de tip Bezirk din Bavaria le depășesc pe cele ale districtelor (rurale sau urbane). Ele includ realizararea de măsuri și organizații publice în interesul populației pe domeniile: social, economic și cultural, ca de exemplu:
- spitale cu profil neurologic sau psihiatric
- clinici speciale
- școli de meserii și școli speciale (de exemplu pentru copii handicapați)
- măsuri pentru asigurarea ajutorului social.